# Hradčani
Hradčani (češko Hradčany, kar pomeni mestni grad ali vas ob gradu) so bili prvotno vas zahodno ob praškem gradu, danes pa so mestna četrt Prage na Češkem. Zavzemajo precejšen del okrožja praškega gradu, enega najbolj znanih gradov v Evropi.
Hradčani so bili samostojen kraj do leta 1784, ko so postali del združene kraljeve prestolnice Prage.

## Zgodovina
Hradčani so nastali v obdobju, ko sta že bila Staro mesto (1232–1234) in Malá Strana (1257). V primerjavi z Malo Strano se je naselje na vrhu Hradčanov razvilo brez posebnega reda. V 14. stoletju (okrog 1320) so Hradčani z gradom vikonta Hynka Berke iz Dube postali tretje praško mesto. Četrti in zadnji člen Novega mesta je leta 1348 ustanovil Karel IV. Mesto Hradčani je bilo najmanj pomembno in najbolj odvisno od gradu. Sprva je naselje zasedalo le prostor okrog Hradčanskega trga (Hradčanské náměstí). Pod Karlom VI. se je mesto razširilo in se združilo z Malo Strano.
Po požaru leta 1541 je mesto doživelo preporod, zgradili so palače za duhovščino in plemstvo. Pomembne češke plemiške družine, kot so Salm, Schwarzenberg, Černin in Lobkovič, so tukaj zgradile čudovite palače. Ureditev trga je ostala v glavnem nespremenjena.
Pohořelec je predmestje Hradčanov. Leta 1375 ga je ustanovil vikont Aleš iz Malkovic. Ime je predmestje dobilo zaradi številnih požarov, predvsem pa treh večjih požarov leta 1420, 1541 in 1742. Današnjo podobo v glavnem določa baročni slog.
Leta 1598 je cesar Rudolf II. Hradčane povzdignil v kraljevsko mesto. Nato je bila zgrajena Hradčanská dvorana. Pod Jožefom II. (1784) so postali del enotne kraljeve prestolnice Prage.
Leta 1991 je v okrožju živelo 2797 prebivalcev. Ob popisu leta 2001 je bilo 212 hiš, v katerih je živelo 2313 ljudi.

## Zanimivosti
Loretski trg (Loretánské náměstí) je bil zgrajen med letoma 1703 in 1726. Plemiška družina Černin je tukaj kupila hiše, jih porušila in trg na novo uredila. Nekoliko dvignjeno stoji mogočna Černinska palača, ki je zdaj sedež češkega zunanjega ministrstva, ima 150 m dolgo sprednjo fasado. Nasproti stoji praška Loreta. Na koncu trga je kapucinski samostan.
Okoli praškega gradu so tudi številni zanimivi vrtovi.

## Loreta v Pragi
Kraj romanja je Praška Loreta, ki je med najbolj obiskanimi v katoliškem svetu.
Po zmagi Habsburžanov v bitki na Beli gori leta 1621 se je začela obsežna rekatolizacija in romarske kraje so ustanavljali po vsej Češki. Zdelo se je ustrezno sredstvo za ponovno zanimanje češkega prebivalstva za katoliško vero.
V Pragi je hiša brez oken, ki je replika Santa Case v Loretu, italijanski skupnosti v pokrajini Ancona. Po legendi jo je sem prenesel angel iz Palestine v 13. stoletju. Pravijo, da se je v njej nadangel Gabrijel prikazal Devici Mariji in ji napovedal prihajajoče rojstvo Odrešenika. Precej majhna Santa Casa stoji na dvorišču stavbnega kompleksa cerkve z veliko ladjo, zvonikom in stranskimi ladjami. Santa Caso je leta 1626 ustanovila begina Katarina Lobkovič, leta 1631 pa jo je zgradil italijanski stavbenik Giovanni Batista Orsi. V 18. stoletju je imela dva vodnjaka, ki ju je naredil praški kipar J. M. Brüderle.
Praško Loreto (Pražská Loreta) so gradili od leta 1626 do 1750. Leta 1721 sta baročno fasado uredila Christoph in Kilian Ignac Dientzenhofer. Orgle v cerkvi so delo Leopolda Spiegla. Avtor kiparskega okrasja je H. Kohl. Zvonovi so bili narejeni leta 1694 v Amsterdamu. 30 zvonov je v zgodnjebaročnem stolpu. Urar zapletenega mehanizma, ki vsako uro odigra Marijino pesem "Zdrava tisočkrat, oh, Marija", je Pražan Peter Neumann.
Zakladnica z dragulji, slikami velike zgodovinske in umetniške vrednosti, predvsem številne monštrance so dragocen del Lorete. Svetovno znano je Praško sonce, monštranca, izdelana na Dunaju leta 1699 iz pozlačenega srebra, okrašena s 6222 diamanti. Velika je 89,5 x 70 cm in tehta 12 kg.

## Spomeniki in stavbe
- Praški grad
- Nadškofijska palača
- Martinska renesančna palača (Martinický Palác)
- cerkev Kristusovega rojstva
- Jahalna šola
- Jelenji jarek
- Oranžerija
- Kraljevi vrt
- Pojoča fontana
- Poletni dvorec kraljice Ane
- Smodniški most
- Černinska palača
- Hrzánskýjeva palača
- Mestna hiša Hradčani
- Schwarzenberška palača
- Sternberška palača
- Salmovskýjeva palača
- Toskanska palača (palača Thun-Hohenstein)
- Nový Svět
- Mariánský stolp
- Kapucinski samostan
- Samostan božjih karmeličank
- sv. Janez Nepomuk
- vila Richter
- spomenik T.G. Masaryka

## Javni prostori
- Hradčanski trg (Hradčanské náměstí)
- Loretski trg (Loretánské náměstí)
- Novi svet (Nový Svět)
- Pohorelec
- Radnické stopnice (Radnické schody)
- Starograjske stopnice (Staré zámecké schody)
- Grajske stopnice (Zámecké schody)